# Риккер, Карл Леопольдович
Карл Леопольдович Риккер (нем. Karl Leopold Ricker; 1833, Санкт-Гоарсхаузен, Германская империя — 27 февраля (11 марта) 1895, Витебская губерния, Российская империя) — известный книгоиздатель, предприниматель, просветитель и меценат, владелец одноимённого издательства «К. Л. Риккеръ», а также нескольких крупных книжных магазинов с отделениями в Санкт-Петербурге и Лейпциге. Основатель первого в Российской империи частного специализированного издательства по выпуску медицинской литературы. Член-учредитель Общества книгопродавцев и издателей.

## Биография
В будущем известный книгоиздатель Карл Леопольд родился в семье врача в небольшом немецком городе Санкт-Гоарсхаузен на Рейне. В отличие от старших братьев, которым было суждено продолжить династию медиков, юный Карл будучи гимназистом был отослан в Гессен в помощники к своему дяде, известному книгопродавцу. Согласно завету многоуважаемого отца Карл усердно постигал тайны книгоиздательского дела и должен был посвятить свой талант книготорговле. Спустя три года добросовестной службы юноша зарекомендовал себя как высокопрофессиональный специалист и строгий ревнитель книжного дела.
Поддерживая тесную родственную связь с братом, связавшим свою судьбу с медициной и биологией, Карл углубляется в область естествознания, принимает участие в естественнонаучных изданиях. Семейное увлечение медициной становится основополагающим фактором для специализации будущей книгоиздательской фирмы Риккера.
Успех не заставил себя долго ждать, и уже совсем скоро, молодой и перспективный Карл Риккер делает стремительную карьеру в самых престижных книгопродавческих и издательских компаниях Цюриха, Праги и Вены. В 1858 году Карл Леопольд переезжает в Санкт-Петербург, где вступает в должность заведующего книжной торговлей новаторского магазина Адольфа Мюнкса., впервые открывшем в России специальную торговлю иностранной литературой.
В 1861 году предприимчивый Карл Риккер выкупает предприятие Мюнкса, и дает ему свое имя, с этого времени начинается история книгоиздательской империи «К. Л. Риккеръ».

## Издательская деятельность и книготорговля
Профессионализм и обаяние Карла Леопольдовича (отчество переписано согласно русской традиции) снискали симпатию и доверие у взыскательной столичной публики. Карл Леопольдович обладал высокой издательской интуицией, умело определял новые перспективные направления в развитии науки, точно оценивал перспективы и риски, знал потребности потенциального покупателя и заказчика. Авторитет и педантизм молодого немца послужили залогом успеха и процветания издательства.
Предприятие «К. Л. Риккеръ» одним из первых в России приступило к выпуску специализированных журналов: «Фармацевтический журнал», «Врач», «Вестник психиатрии», «Летопись русской хирургии», «Календарь для врачей» (любимое детище Карла Леопольдовича, он лично работал над корректурой, собирал сведения для содержания) и других специальных изданий, имеющих обширное применение в медицинской отрасли.
С 1870-х предприятие Риккера фокусирует свою деятельность на издании книг по различным отраслям науки. В это время издаются капитальные монографические труды: «Учебник акушерства» К. Шредера (1872, 1876, 1881), двухтомный «Курс физиологии» русского профессора И. Ф. Циона (1873—1874), включавший лекции, прочитанные в Медико-хирургической академии, и другие издания. С издательством «К. Л. Риккеръ» сотрудничали все светила российской медицины, а среди подписчиков числились многие казенные и частные медицинские учреждения, врачи и студенты.
Следующий этап — литература по строительному делу, механике, инженерному и горному делу, а также по математике, истории и педагогике. Издательство Риккера публиковало порой заведомо убыточные книги, считая не финансовый доход, а общественную и научную пользу.
Предприятие Карла Леопольдовича являлось поставщиком и комиссионером многих высших школ и учреждений: Военно-медицинской Академии, Академии наук, Императорской Публичной библиотеки и др. После смерти Риккера во главе издательства стояли его вдова и сын. Управляющими были назначены «ветераны» предприятия «К. Л. Риккеръ» И. Г. Блажек и Г. А. Никкель при поддержке которых был завершен обширнейший труд Пенцольда и Стинцинга «Руководство к частной терапии внутренних болезней», предприняты новые издания по медицине, естествознанию и технике. Фирма занималась изданием ещё целого ряда медицинских журналов при участии крупнейших русских ученых — Н. В. Склифосовского, В. М. Бехтерева, Н. А. Вельяминова и других.
В 1897 году фирма открыла отделение в Лейпциге — для улучшения снабжения учебных заведений иностранной литературой.
Количество выпущенных фирмой «К. Л. Риккеръ» изданий колоссально. Предприятие успешно просуществовало до революционных событий 1917 г., а позже было национализировано.

## Галерея

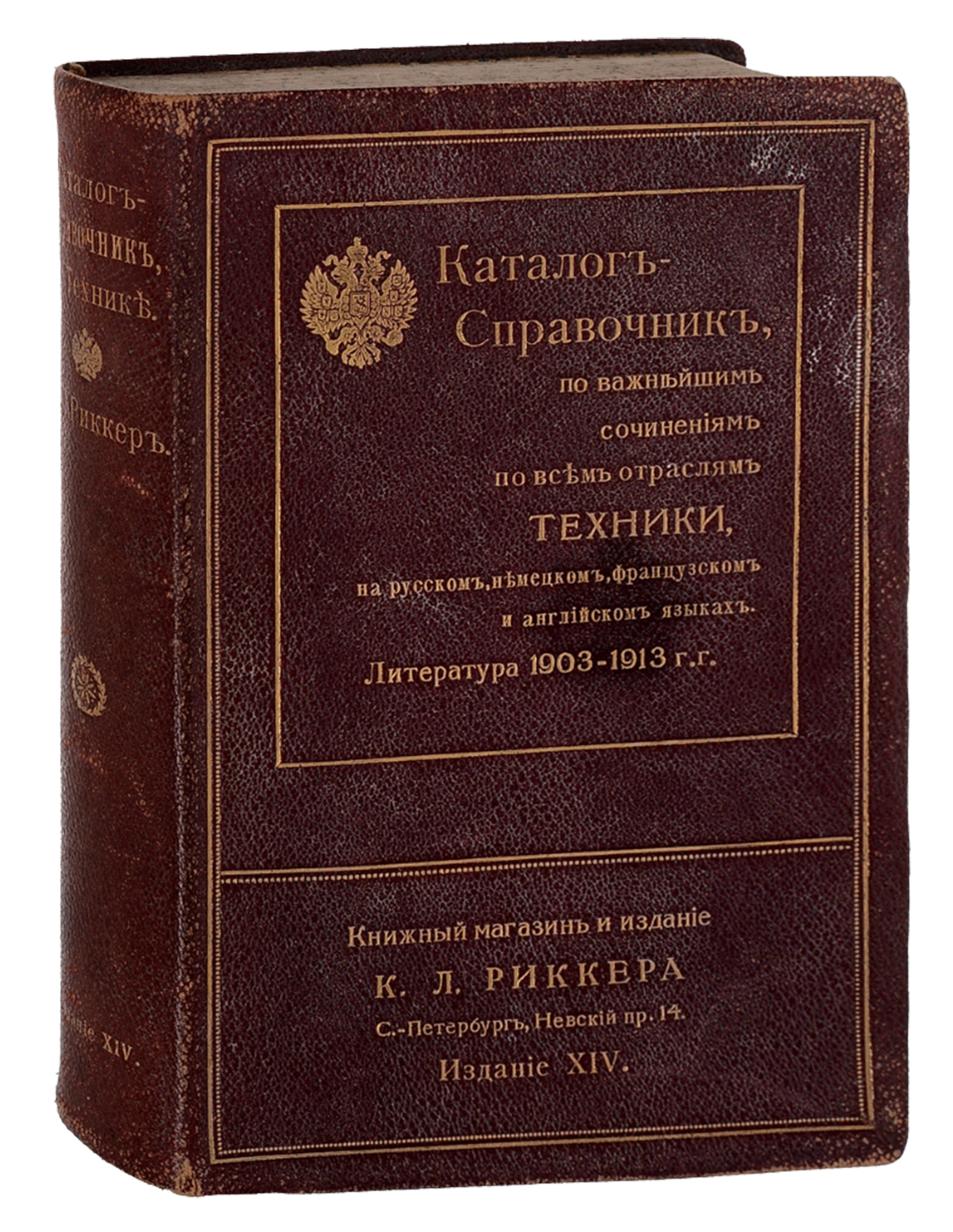
Каталог справочник. Издание К. Л. Риккера.
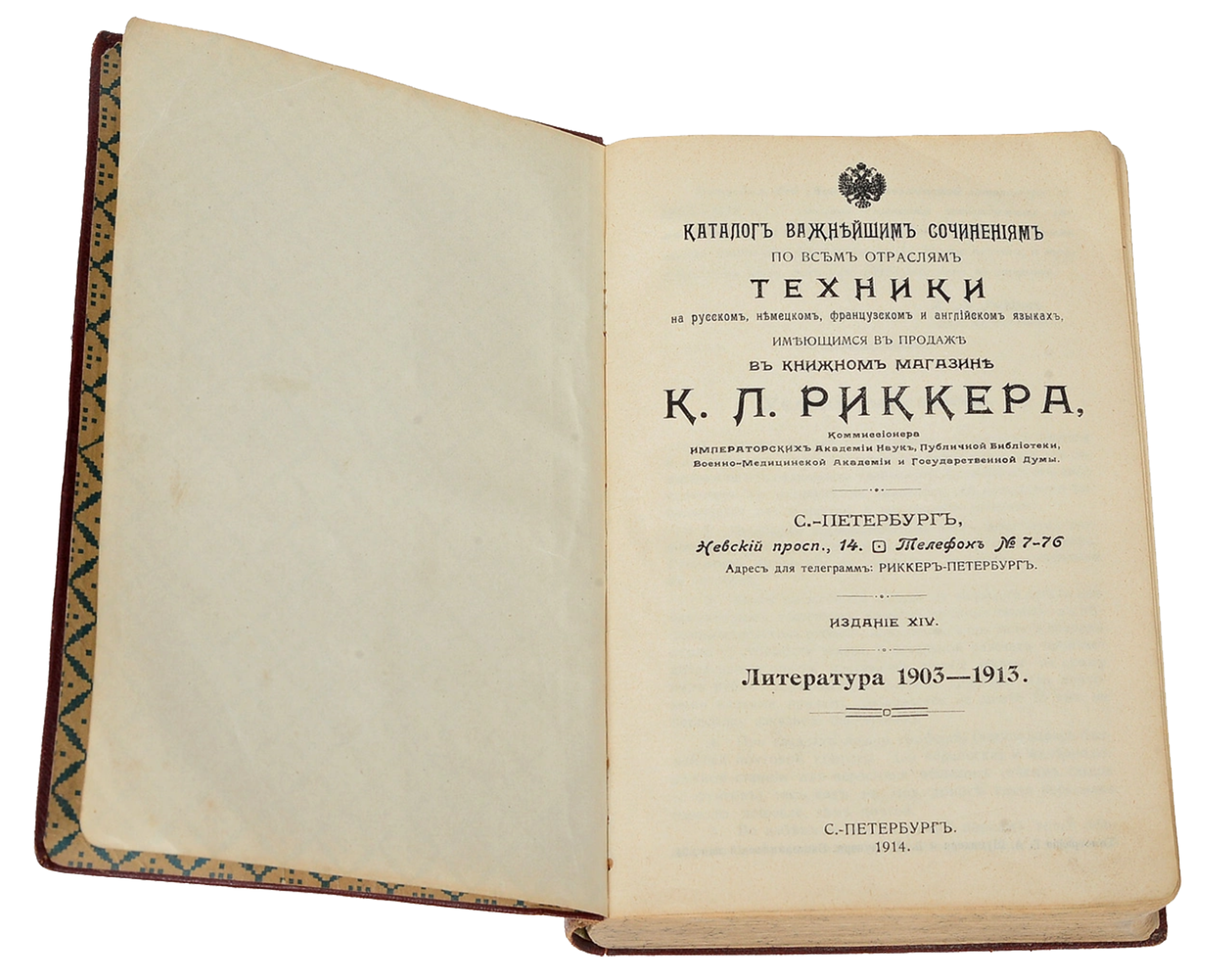
Каталог справочник. Титульный лист. Издание К. Л. Риккера.
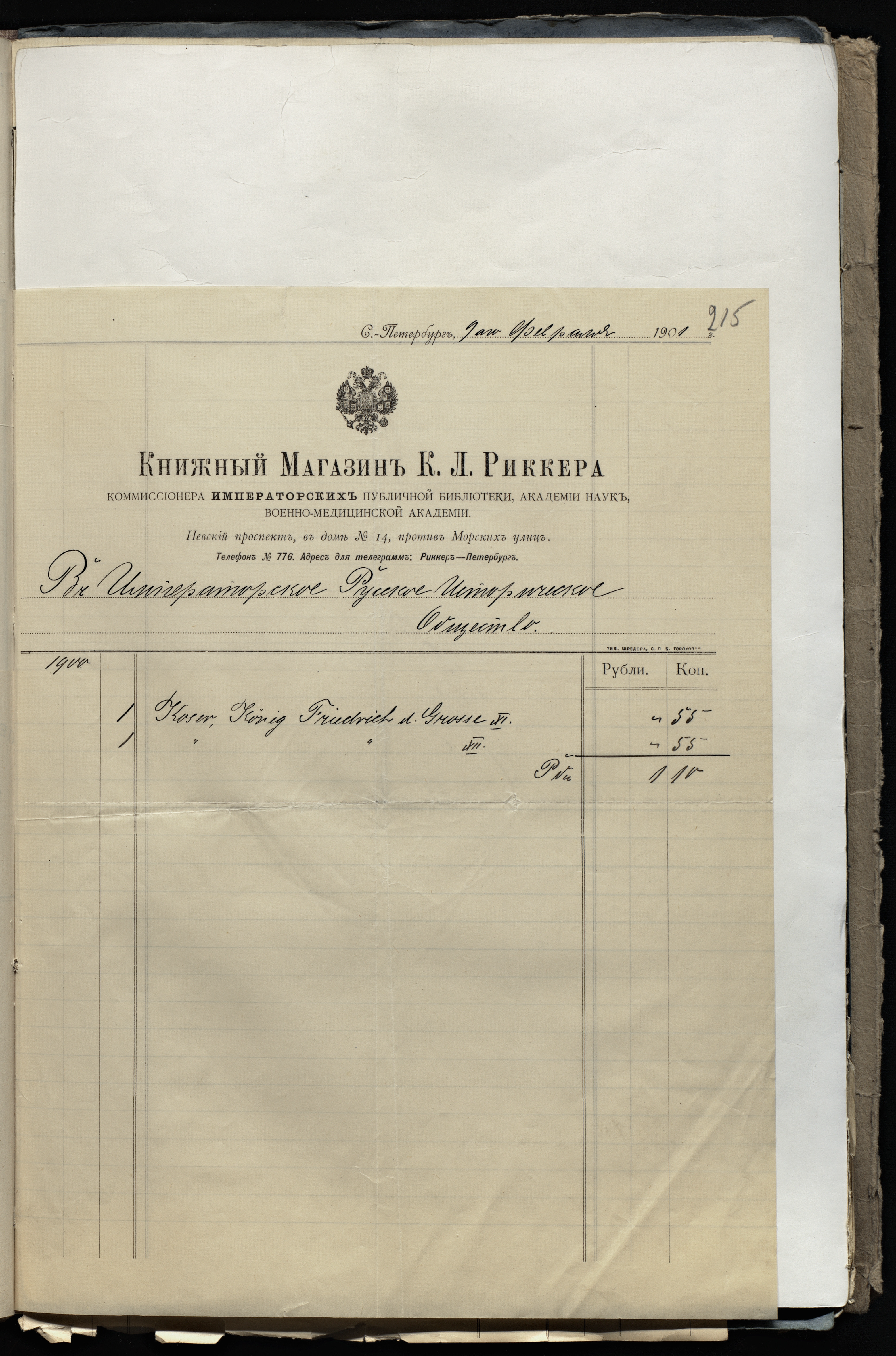
Счёт из книжного магазина К. Л. Риккера от 9 февраля 1901 года (РГИА. Ф. 746. Оп. 1. Д. 5. Л. 215).
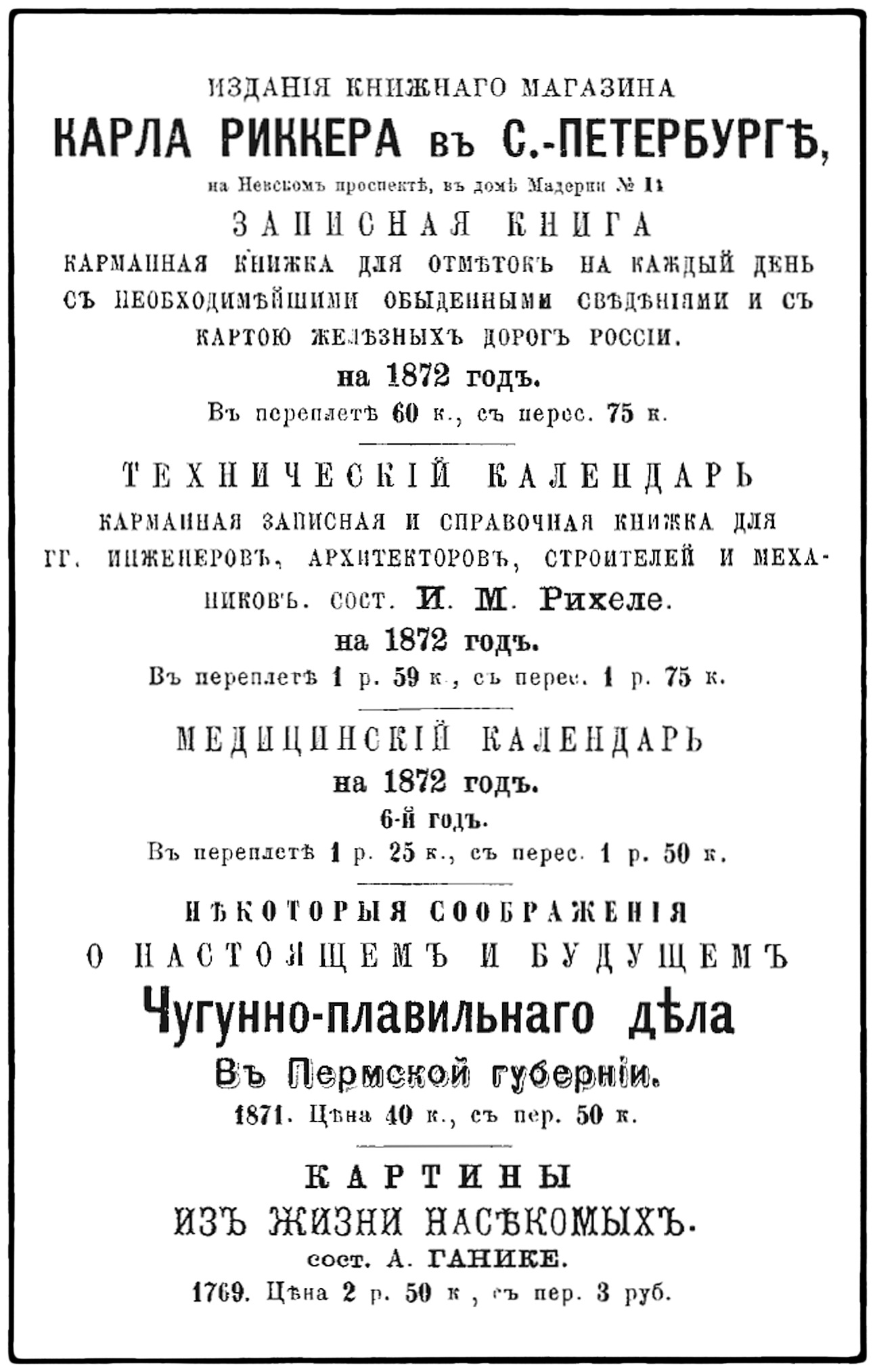
Книжный магазин К. Л. Риккера. Объявление в журнале «Нива» № 5,1872
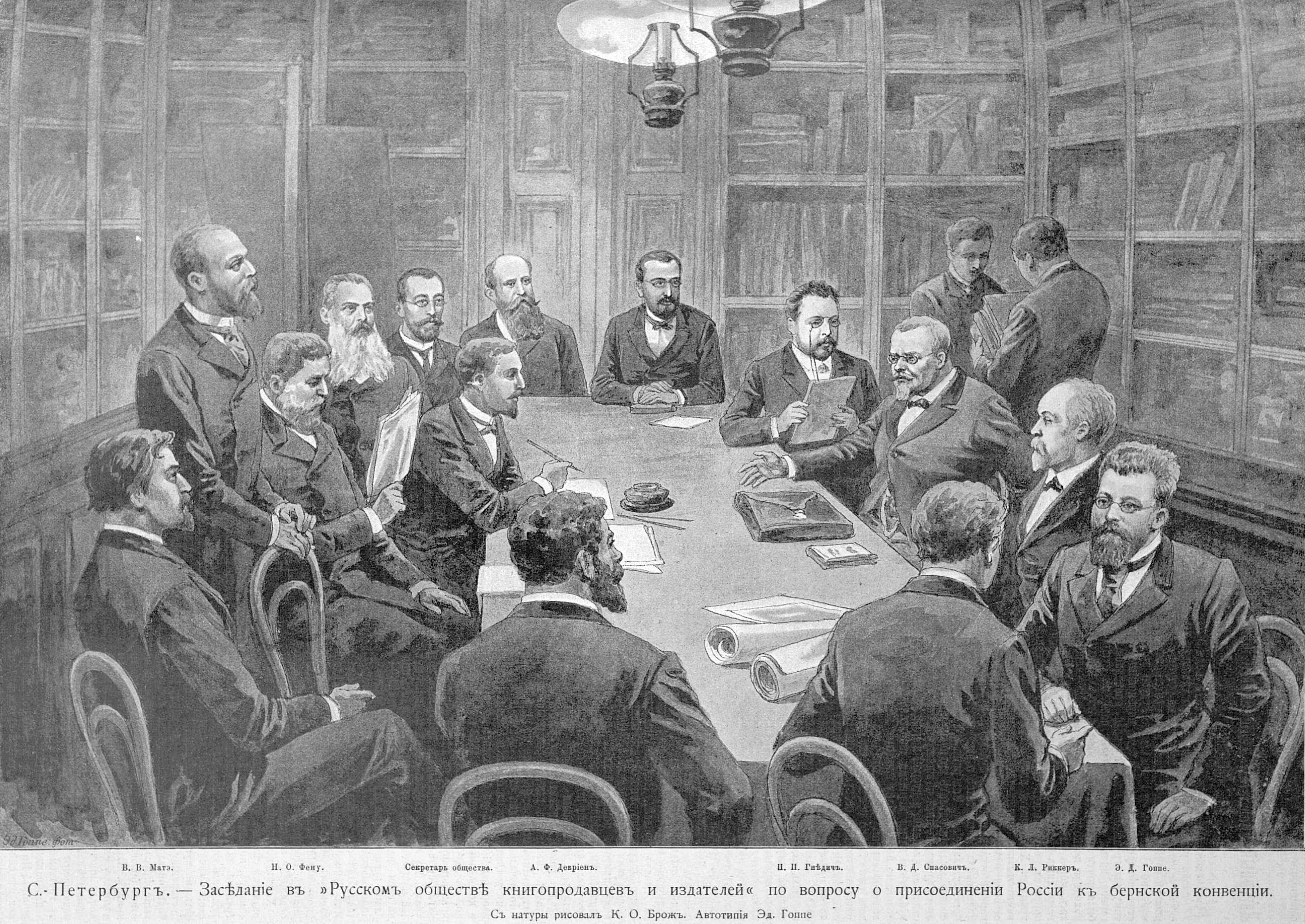
К. Л. Риккер на заседании Русского Общества книгопродавцев и издателей. Рисунок К. О. Брожа, 1893 г.
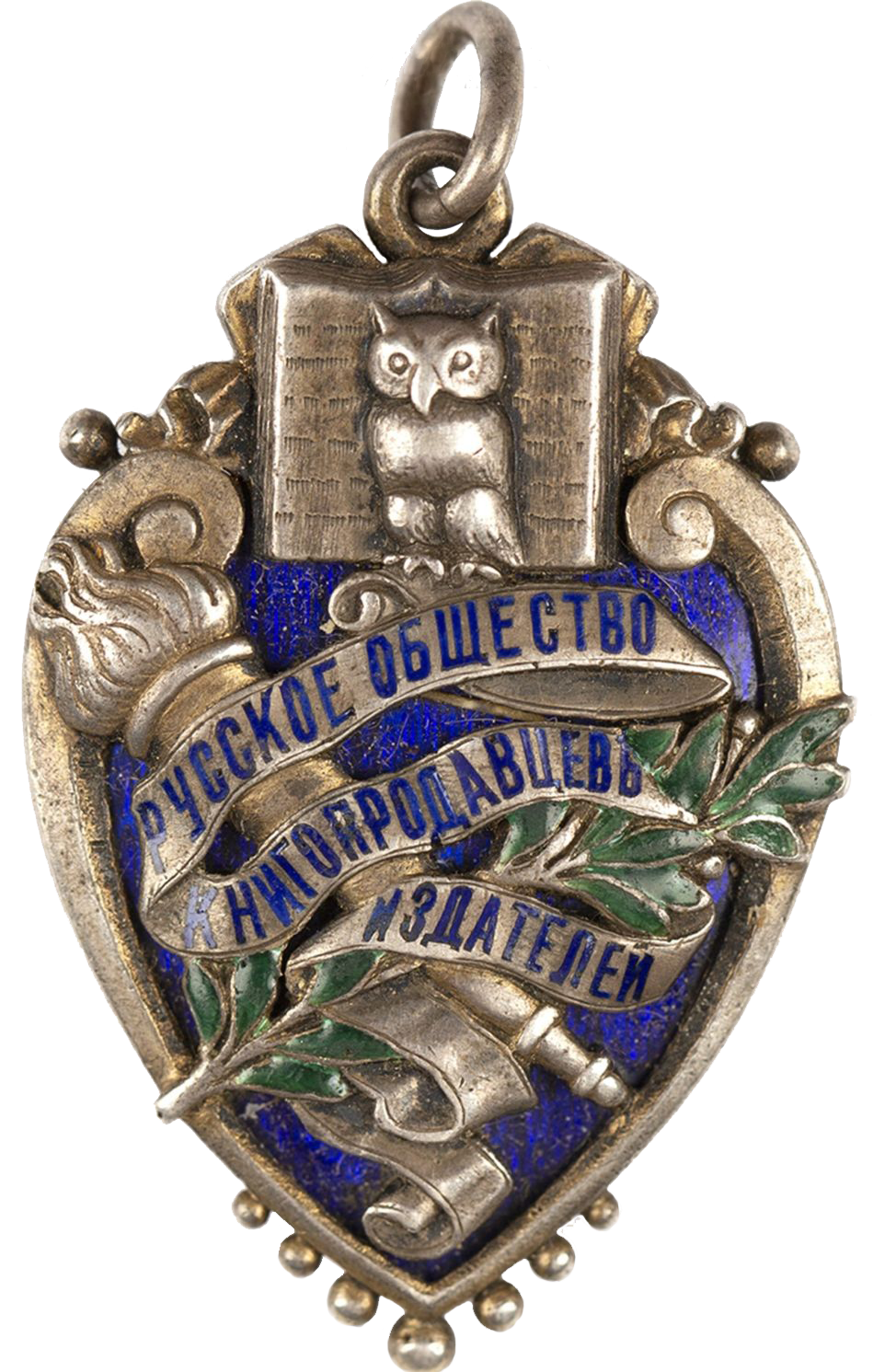
Жетон Русского Общества книгопродавцев и издателей. Серебро. Эмаль. Конец XIX–начало XX в.
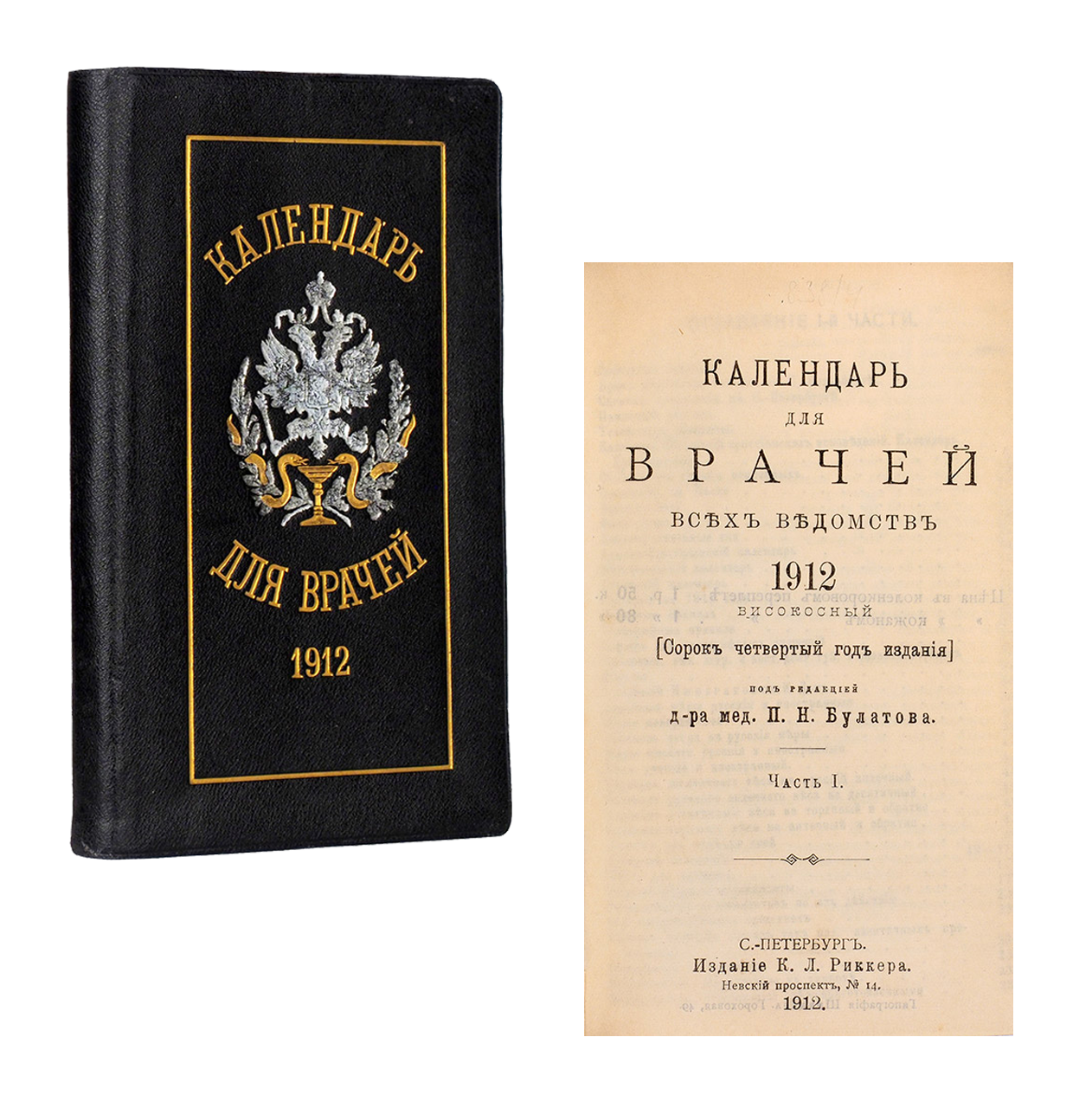
Календарь для врачей на 1912 год. Издание К. Л. Риккера

## Адреса в Санкт-Петербурге

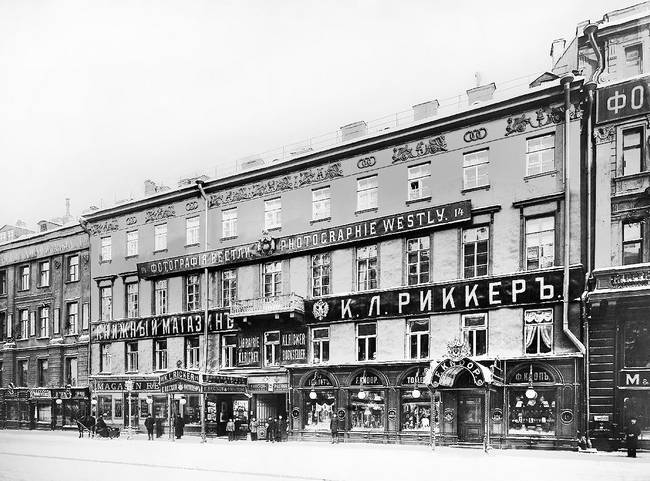
Книжный магазин «К. Л. Риккеръ», Санкт-Петербург, Невский проспект № 14

- Книжный магазин «К. Л. Риккеръ» на Невском 1861—1914 гг. (Невский проспект, дом № 14 — Дом С. П. Мадерни, бывший книжный магазин А. Мюнкса)
- Книжный магазин «К. Л. Риккеръ» на Большой Морской 1914—1917 гг. (Большая Морская улица, дом № 17 — Дом Ф. Мерца)

## Награды
- В день 25-летия фирмы, 17 декабря 1886 года, Карл Леопольдович награждён Орденом Св. Станислава 2-й степени.
- В 1900-м году книгоиздательство Риккера в Классе № 13 «Книжное дело, музыкальные и периодические издания» принимало участие во Всемирной выставке в Париже и было удостоено золотой медали «La médaille de l’Exposition universelle de Paris»[5].
- Диплом I разряда на Всероссийской Нижегородской выставке 1896 г.

## Память
- № 239К-20102010-255 Российские просветители. Карл Леопольдович Риккер (1833—1895), книгоиздатель. Художник — Сухинин Ф. Цитата из журнала «Нива», 1912 г., № 1, стр. 18.

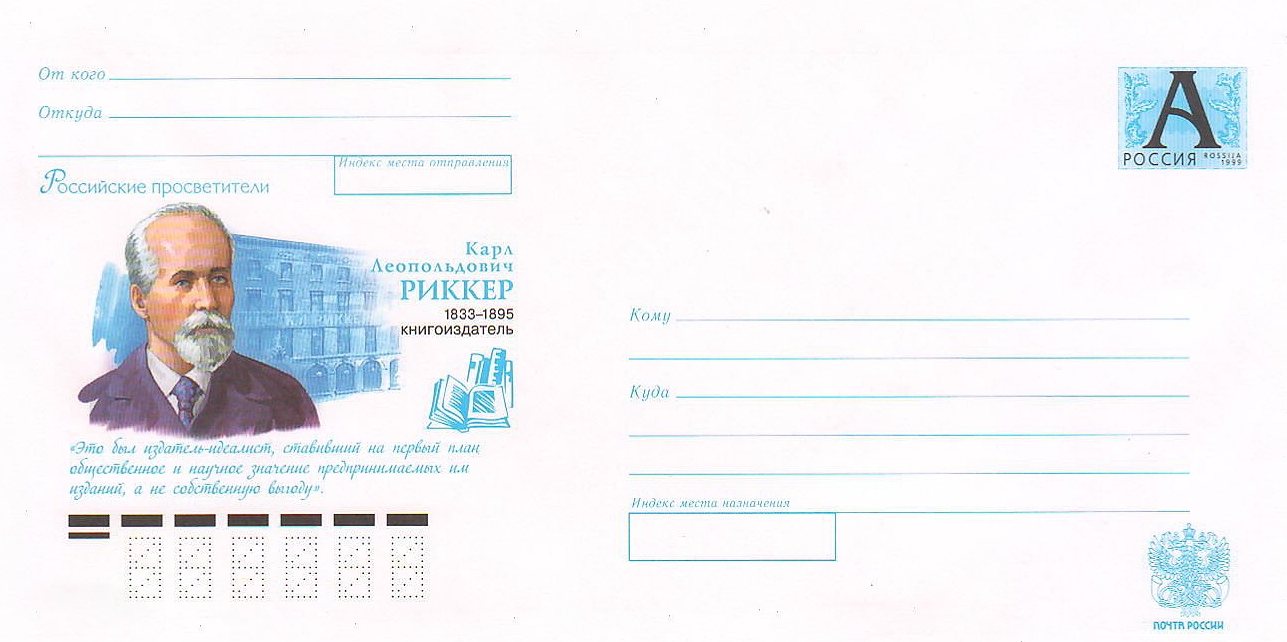
№ 239К-20102010-255 Российские просветители. Карл Леопольдович Риккер (1833—1895), книгоиздатель. Художник — Сухинин Ф. Цитата из журнала «Нива», 1912 г., № 1, стр. 18.

- Трачевский Александр Семенович: «Главное богатство, которое завещал незабвенный Карл Леопольдович своей семье, друзьям, сотрудникам и русскому печатному делу — это примирение, служение правдивой мысли, науке и попечительное сердце, отзывчивое ко всему истинно-хорошему, истинно-доброму».[4]
- В 2010 году Почта России совместно с издатцентром «Марка» в рамках проекта «Российские просветители» выпустила художественный маркированный конверт посвященный книгоиздателю К. Л. Риккеру. Художник оформитель Сухинин Федор Афанасьевич.; Тираж 500 000 шт.[6]